# Messier 70
Messier 70 (NGC 6681) é um aglomerado globular localizado na constelação de Sagittarius. Foi descoberto por Charles Messier em 31 de agosto de 1780, na mesma noite em que ele descobriu a M69.
M70 está a uma distância de cerca de 29,300 anos-luz da Terra. Trata-se de um vizinho próximo (~2 graus) do aglomerado globular M69, 1.800 anos-luz separam os dois objetos, e ambos os pólos estão localizados perto do centro galáctico. Esta a meio caminho entre Épsilon e Zeta Sagittarius. São conhecidas apenas duas estrelas variavéis neste aglomerado.

## Descoberta e visualização

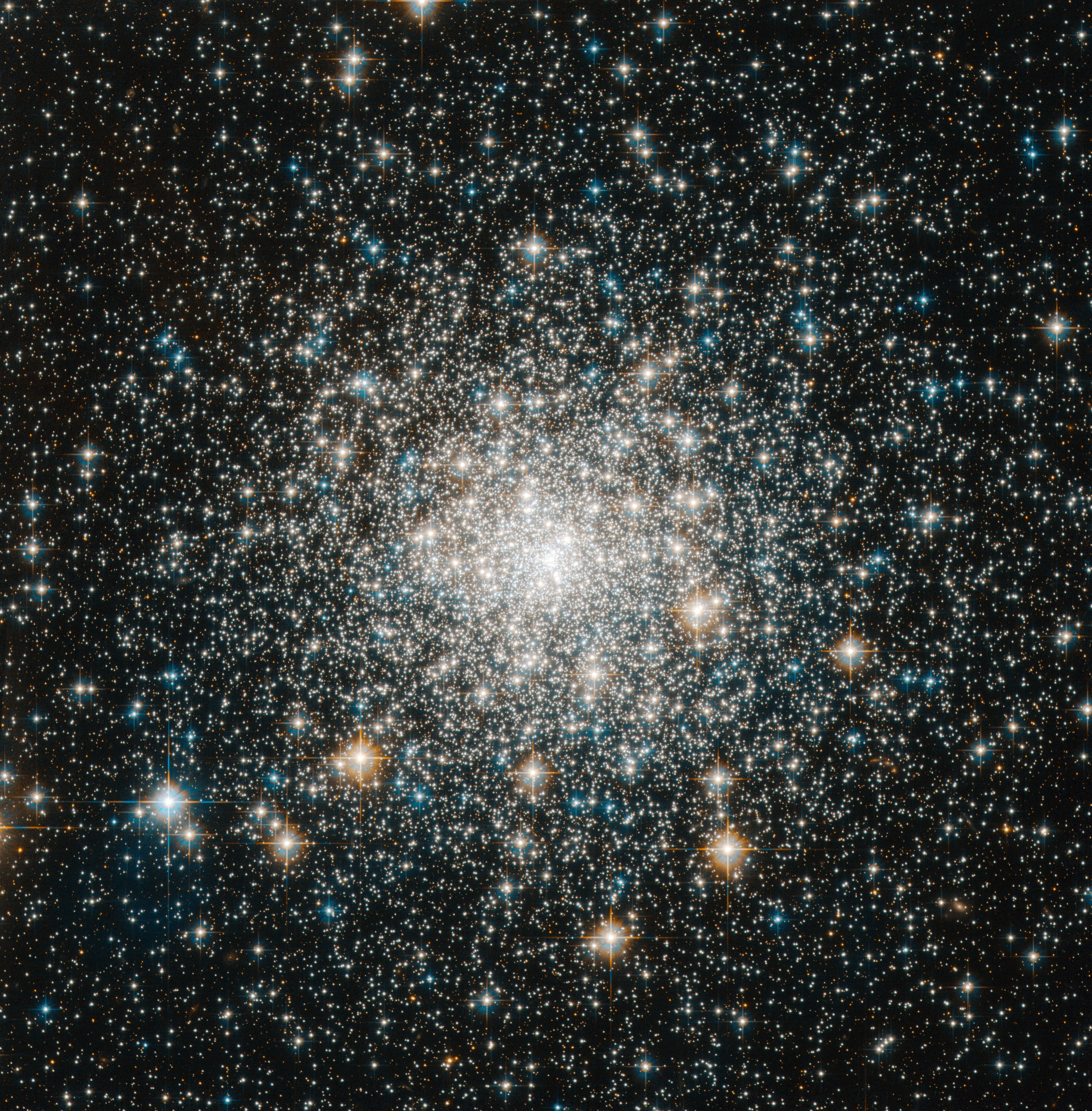
Messier 70, Telescópio Espacial Hubble

O aglomerado globular foi descoberto pelo astrônomo francês Charles Messier, catalogando-o em 31 de agosto de 1780, juntamente com Messier 69. Descreveu-o como uma "nebulosa sem estrelas" e William Herschel, descobridor de Urano, foi o primeiro a resolver suas estrelas mais brilhantes.
Embora seja mais brilhante que sua companheira Messier 69, é um dos mais fracos aglomerados globulares do catálogo de Messier. Pode ser visto como uma "mancha nebulosa" em binóculos e resolvida em telescópios amadores. Entretanto, devido a sua localização austral, é um objeto difícil de ser visto por observadores do hemisfério Norte.

## Características
É maior e mais brilhante do que seu companheiro na esfera celeste, Messier 69, embora esteja a uma distância de 29 300 anos-luz em relação à Terra, apenas 300 anos-luz a menos do que M69. Os aglomerados estão separados entre si por 1 800 anos-luz. Ambos estão próximos do núcleo da Via-Láctea e sofrem grandes forças de maré.
Seu diâmetro aparente de 8 minutos de grau corresponde a um diâmetro real de 68 anos-luz, embora seu núcleo não passe de 4 minutos de grau. Está se afastando da Terra a uma velocidade de 200 km/s. Conhecem-se apenas duas estrelas variáveis pertencentes ao sistema.
O núcleo do aglomerado é extremamente denso, tendo sofrido um colapso de núcleo em algum momento de sua história, de modo semelhante a 21 outros aglomerados globulares da Via-Láctea, incluindo Messier 15, Messier 30 e possivelmente Messier 62.
Tornou-se famoso em 1995 quanto o cometa Hale-Bopp foi descoberto por Alan Hale e Thomas Bopp em suas proximidades.